# Pile of Skulls
Pile of Skulls erschien 1992 und ist das siebte Studioalbum der deutschen Heavy-Metal-Band Running Wild. Das darauf enthaltene Lied „Lead or Gold“ wurde als Single veröffentlicht.

## Entstehung
Im Vorfeld der Albenproduktion kehrte Schlagzeuger Stefan Schwarzmann zur Band zurück, der bereits am Album „Port Royal“ mitgewirkt hatte. Außerdem trat am Bass Thomas Smuszynski an die Stelle von Jens Becker und blieb bis 2000 auf diesem Posten.
Wie beim vorigen Album „Blazon Stone“ fanden die Aufnahmen unter der Aufsicht von Jan Nemec und Thomas Korge im Studio M im niedersächsischen Machtsum statt und dauerten von Juni bis August 1992. Abgemischt wurde das Album von Jan Nemec, als Produzent wurde Rolf „Rock 'n' Rolf“ Kasparek ausgewiesen.
Vor der Veröffentlichung des Albums erfolgte jene der Single „Lead or Gold“ mit den B-Seiten „Hanged, Drawn and Quartered“ und „Win or Be Drowned“. Die Single konnte den Erfolg von „Little Big Horn“ vom Vorgängeralbum nicht wiederholen, erreichte in den Top 100 maximal Platz 90 und verschwand nach drei Wochen wieder. Das eigentliche Album wurde am 5. November 1992 von Noise Records auf CD, LP und MC veröffentlicht. Erstmals wurden hierbei mit „Chamber of Lies“ und „White Buffalo“, die nicht auf den LP- und MC-Fassungen enthalten waren, exklusiv auf CD veröffentlicht.
Nach der Veröffentlichung war zusätzlich eine Single zum Lied „Sinister Eyes“ geplant. B-Seiten waren der neue Song „Skulldozer“ sowie Neuaufnahmen der Lieder „Beggars' Night“ und „Uaschitschun“. Die Single wurde jedoch nie veröffentlicht. Jedoch wurde „Skulldozer“ von X-Wild, einer Band einiger Ex-Running-Wild-Mitglieder, unter dem Namen „SkyBolter“ veröffentlicht.
1999 erschien eine Neuauflage der CD mit den Single-B-Seiten als Bonustracks. Ausnahme hiervon ist aber „Skulldozer“, das bis heute unveröffentlicht blieb.
Nach dem Album und der zugehörigen Tournee mit der Band Universe verließen Leadgitarrist Axel „Morgan“ Kohlmorgen und Schlagzeuger Stefan Schwarzmann die Band. Ihre Nachfolger wurden Thilo Herrmann und Jörg Michael. Kohlmorgen gründete zusammen mit dem ehemaligen Bassisten Jens Becker die Band X-Wild.
Das Plattencover wurde von Andreas Marschall gezeichnet und zeigt dem Albentitel gemäß einen Haufen von Totenschädeln, der in einer Kathedrale aufgeschichtet wurde. Bemerkenswert ist auch, dass im CD-Booklet keine Fotos der Bandmitglieder, sondern ebenfalls Zeichnungen zu sehen sind.

## Titelliste
| LP- und MC-Version 1. Whirlwind – 4:52 2. Sinister Eyes – 5:07 3. Black Wings of Death – 5:17 4. Fistful of Dynamite – 4:06 5. Roaring Thunder – 5:58 6. Pile of Skulls – 4:39 7. Lead or Gold – 5:08 8. Jennings’ Revenge – 4:18 9. Treasure Island – 11:14 Spielzeit: 51:05 | CD-Ausgabe 1. Chamber of Lies – 2:23 2. Whirlwind – 4:52 3. Sinister Eyes – 5:07 4. Black Wings of Death – 5:17 5. Fistful of Dynamite – 4:06 6. Roaring Thunder – 5:58 7. Pile of Skulls – 4:39 8. Lead or Gold – 5:08 9. White Buffalo – 5:17 10. Jennings’ Revenge – 4:18 11. Treasure Island – 11:14 Spielzeit: 58:50 | CD-Neuauflage 1999 1. Chamber of Lies – 2:23 2. Whirlwind – 4:52 3. Sinister Eyes – 5:07 4. Black Wings of Death – 5:17 5. Fistful of Dynamite – 4:06 6. Roaring Thunder – 5:58 7. Pile of Skulls – 4:39 8. Lead or Gold – 5:08 9. White Buffalo – 5:17 10. Jennings’ Revenge – 4:18 11. Treasure Island – 11:14 12. Beggars’ Night ’92 – 5:01 13. Hanged, Drawn and Quartered – 4:38 14. Win or be Drowned – 4:17 15. Uaschitschun ’92 – 4:53 Spielzeit: 1:17:58 |

Alle Lieder wurden von Rolf Kasparek komponiert. Einzige Ausnahme ist „Pile of Skulls“, das von Kasparek und Axel Kohlmorgen geschrieben wurde [womit es das erste Album in der Bandgeschichte war, das Kasparek weitgehend alleine geschrieben hatte]. Die Single „Lead or Gold“ enthielt darüber hinaus mit „Beggars' Night '92“ und „Uaschitschun '92“ zwei Neuaufnahmen von älteren Stücken, die er ebenfalls im Alleingang komponiert hatte, sowie zwei neue Stücke, von denen „Hanged, Drawn and Quartered“ aus der Feder von Axel Kohlmorgen stammte, während „Win or be Drowned“ eine Zusammenarbeit von Kasparek und Thomas Smuszynski darstellte.

## Bedeutungen einiger Lieder
- „Chamber of Lies“ ist ein instrumentales Intro zu „Whirlwind“.
- „Whirlwind“ und „Lead or Gold“ handeln wie viele andere Lieder der Band von Piraten.
- „Sinister Eyes“ beschreibt einen Hellseher.
- „Black Wings of Death“ handelt von der Gleichheit aller vor dem Tod.
- „Roaring Thunder“ beschreibt, wie die Entscheidungen von Politikern deren eigenes Ende herbeiführen.
- „Pile of Skulls“ verurteilt die von weltlichen und geistlichen Herrschern verursachten Kriege.
- „White Buffalo“ handelt von Umweltzerstörung.
- „Jennings' Revenge“ thematisiert den historischen Piraten Henry Jennings, der im Jahr 1715 ca. 350.000 Pesos von einer spanischen Flotte erbeutete, die den Schatz eines gesunkenen Schiffes geborgen hatte.
- „Treasure Island“ hat den berühmten Roman „Die Schatzinsel“ von Robert Louis Stevenson zum Inhalt.

## Rezeption
In der Fachpresse bekamen Running Wild für „Pile of Skulls“ weiterhin gute Kritiken. Im Rock Hard konnte die Band mit diesem Album erstmals eins ihrer Werke in der „Dynamit“-Wertung für die zehn besten Alben einer Ausgabe unterbringen. Für Kritik sorgte die große stilistische Ähnlichkeit zu den vorherigen Werken, was jedoch auch positiv als Zeichen von Konsequenz gewertet wurde:

„Wollte man an Running Wild rumnörgeln, so könnte man behaupten, daß die Band seit mindestens fünf Jahren den gleichen Song schreibt und sich ständig wiederholt. Sieht man's dagegen positiv, muß man Running Wild einen völlig unverwechselbaren, charakteristischen Stil zuschreiben, der von Platte zu Platte verfeinert wird.“

Die Rezension im Rock Hard schloss Kühnemund mit einer Wertung von 9/10 Punkten und der Feststellung, dass bei Running Wild alles beim Alten geblieben sei.
Die 2003 erschienene Best-of-Sammlung „20 Years in History“ umfasste von „Pile of Skulls“ die Lieder „Whirlwind“ und „Treasure Island“. Auf lange Sicht zum festen Live-Programm der Band gehörte dagegen „Lead or Gold“. Ein Mitschnitt dieses Liedes ist auf dem Album „Live 2002“ zu hören.

## Chartplatzierungen
In den deutschen Albencharts blieb das Album ähnlich wie die „Lead or Gold“-Single hinter seinem Vorgänger zurück und erreichte Platz 54. Es hielt sich aber insgesamt 18 Wochen in den Top 100.
| ChartsChartplatzierungen | Höchstplatzierung | Wochen |
| ------------------------ | ----------------- | ------ |
| Deutschland (GfK)        | 54 (10 Wo.)       | 10     |